# Tasmanian Devils
Tasmanian Devils (Brasil: Demônios da Tasmânia ) é um telefilme produzido no Canadá, dirigido por Zach Lipovsky e lançado em 2013. Foi protagonizado por Danica McKellar e Apolo Ohno. Radio Times classificou o filme como "ruim", dando-lhe duas de cinco estrelas.